# Van Halen
Van Halen fue una banda de hard rock estadounidense, inicialmente nombrada Mammoth por los fundadores de la banda (Eddie van Halen, Alex van Halen y Mark Stone), formada en 1972 en Pasadena (California) y finalmente disuelta. Luego se unirían al grupo el cantante David Lee Roth y el bajista Michael Anthony. Van Halen alcanzó la fama rápidamente con su álbum debut homónimo en 1978, ampliamente considerado como un hit del rock, alcanzando ventas en Estados Unidos superiores a las 10 millones de copias y siendo calificado en agosto de 1996 como disco de diamante. Gran parte de la fama aunada en sus comienzos se debe a la habilidad de Eddie Van Halen, que era considerado uno de los más influyentes e innovadores guitarristas de todos los tiempos. La banda ha tenido 3 vocalistas: David Lee Roth, Sammy Hagar y Gary Cherone, y durante los años 1980 tuvo más hits en la revista Billboard que ninguna otra banda de hard rock o heavy metal. La aparición de Van Halen dio un nuevo impulso al hard rock y los situó en un puesto de privilegio en la música, habiendo influido a decenas de bandas en los años posteriores.
Editando 12 álbumes desde 1978 hasta 2020, Van Halen está en el puesto número diecinueve de las bandas que más álbumes han vendido en los Estados Unidos, con un total de 56 millones de copias, y 90 millones mundialmente. Van Halen también es una de las 5 bandas de rock que cuentan con 2 álbumes que han vendido más de 10 millones de copias en los Estados Unidos, y en el año 2007 fueron incluidos en el Salón de la Fama del Rock. Después de haber sido nominados 3 veces al premio Grammy ganaron el primero por su álbum For Unlawful Carnal Knowledge, que también les otorgó el premio AMA.
En el año 2004 la banda decidió tomar un descanso de los escenarios al finalizar el tour reunión con Sammy Hagar, quien decide alejarse del grupo. Después de la posterior 'exclusión' de Anthony en 2006, cuando Eddie anunció que el nuevo bajista sería su hijo Wolfgang, y después de varias especulaciones del regreso de la banda con David Lee Roth, en el año 2007 la banda regresó a los escenarios en un tour con Roth por los Estados Unidos que continuó hasta 2008. En agosto de 2010 la compañía discográfica Warner Bros. Records realizó una conferencia de prensa en la que informaron que Van Halen lanzaría un nuevo álbum de estudio y planeaba un tour para 2011. A finales de 2011 se confirmaron rumores de que Van Halen, tras más de 30 años con Warner Bros. Records, firmaría con Interscope Records para el lanzamiento del nuevo álbum A Different Kind Of Truth, que fue lanzado el 7 de febrero de 2012.

## Historia
La Familia Van Halen emigró desde Nimega, Países Bajos hacia Los Ángeles, California en los años 60. El padre de Eddie y Alex, Jan Van Halen, era un músico consumado y transmitió a sus hijos el amor a la música: siendo los hermanos Van Halen unos niños, fueron educados como pianistas clásicos. Con el paso del tiempo, Eddie comenzó su aprendizaje de la batería, mientras que Alex tuvo interés en tocar la guitarra; tiempo después cambiarían instrumentos.

### Primeros años yVan Halen(1974-1979)

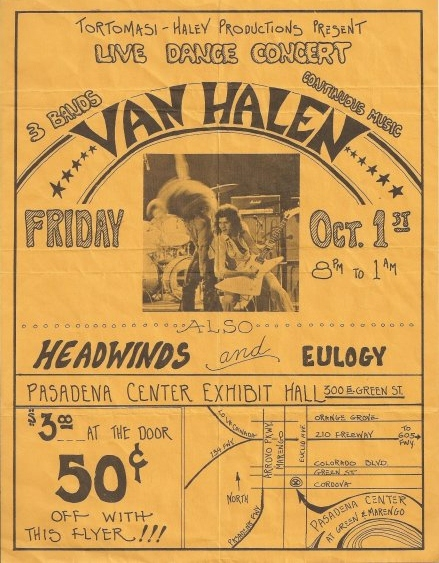
Flyer de presentación de Van Halen, 1974

En su época de juventud los hermanos Van Halen tocaron en varios grupos, realizaron actuaciones en patios particulares, fiestas escolares y estacionamientos, y pasaron por varios cambios de nombre como The Trojan Rubber Company, The Broken Combs, Rat Salad y Mammoth, siendo estos los remotos orígenes de la banda, hacia 1972. David Lee Roth, un joven cantante que alquilaba a los hermanos Van Halen el equipo de sonido para voz, entra al grupo en 1974, ya que Eddie y Alex vieron que podrían ahorrarse ese dinero y Eddie detestaba ser el vocalista principal del grupo. Michael Anthony es invitado también a tocar en el grupo ese mismo año. El nombre de Mammoth tenía que ser cambiado, ya que otro grupo lo estaba utilizando, y entre los cuatro buscaron un nuevo nombre para el grupo; David Lee Roth sugirió el apellido de los hermanos Van Halen.
La banda se convirtió en todo un éxito en el circuito de clubes de Los Ángeles (California) en los años 70, tocando versiones de bandas populares, especialmente de Aerosmith. En 1976, Gene Simmons (miembro de Kiss) asistió a un show de Van Halen y rápidamente financia y grababa una cinta demo, sin poder convencer a su discográfica firme con ellos. Esta situación no afectó el ánimo del cuarteto y continuaban ofreciendo espectáculos abarrotados. Mo Ostin, un ejecutivo de Warner Brothers, asistió también a un show junto con Ted Templeman, y firmó con el grupo después de una pequeña junta de negocios al finalizar el show en el Club Starwood de Los Ángeles.
La banda entró inmediatamente al estudio con Templeman como productor y graba su primer álbum, el cual fue lanzado en 1978 obteniendo un éxito inmediato. Con el título homónimo Van Halen, el álbum presentaba innovaciones en ejecución, producción y arreglos. Fue pronto catalogado como uno de los más extraordinarios álbumes del rock and roll.
La pista instrumental «Eruption» introdujo al mundo del rock and roll una nueva técnica para solos de guitarra, llamada tapping, en la que se hace uso de ambas manos en el mástil de la guitarra. Otros músicos ya habían desarrollado técnicas con ambas manos en el mástil desde los años 50, pero la técnica de Eddie Van Halen era mucho más compleja: un ataque de notas y efectos muy amplificada y melódica. «Eruption» le otorgó a Eddie Van Halen inmediatamente el estatus de dios de la guitarra con tan sólo 21 años. Se dice que antes del lanzamiento de su primer álbum, Eddie tocaba sus solos dando la espalda al público para esconder su técnica de los imitadores.
La banda estuvo de gira casi por un año, siendo durante parte de ella teloneros de Black Sabbath y estableciendo firmemente su reputación como una talentosa y excitante banda en vivo. La química se basaba en la mágica técnica de Eddie Van Halen y los actos inusuales y estrafalarios del vocalista David Lee Roth, un contraste que más tarde se convertiría en un conflicto entre el grupo.

### Van Halen IIyWomen and Children First(1979-1981)
En diciembre de 1978, mientras el grupo junto con su productor Ted Templeman festejaban la Navidad y el año exitoso que terminaba, Eddie Van Halen mostró sus dotes musicales en una guitarra acústica. Esto agradó a Templeman, quien le sugirió que grabara un solo similar a «Eruption» en acústico en el próximo álbum (Van Halen II), el cual fue titulado «Spanish Fly».
La banda regresa al estudio en 1979 para la grabación del álbum Van Halen II, muy similar en estilo y sonido a su predecesor. Este álbum contenía como primer sencillo «Dance the Night Away», el cual lograría establecerse fácilmente dentro de las listas de popularidad.
Para los próximos cuatro años, la banda continuaría alternando lanzamientos de discos con giras, para así incrementar su éxito comercial y ante la crítica.
Durante la época del lanzamiento del álbum Women and Children First en 1980 Van Halen era la banda más exitosa e influyente del mundo del rock and roll estadounidense.

### Fair WarningyDiver Down(1981-1984)

Carátula de Diver Down

Sin embargo en 1981, mientras se grababa el álbum Fair Warning, comenzaban a surgir las tensiones entre los deseos de experimentación de Eddie en crear canciones con instintos pop, con la utilización de sintetizadores, y el espíritu roquero de David Lee Roth. Fair Warning fue al inicio una decepción en ventas, pero más tarde tomaría fuerza gracias a las recomendaciones que se hacían de persona en persona. Inclusive para muchos fanáticos de la banda, este es el mejor álbum grabado por ellos durante la era Roth y en el que se incluyen clásicos como Meanstreet, Hear about it later, So this is love y Unchained.
En 1982, la banda regresaría a un sonido más accesible con el lanzamiento del álbum Diver Down, el cual consistió en una serie de versiones destacando el éxito clásico de Roy Orbison Oh, Pretty Woman. Ese mismo año, Michael Jackson llamó a Eddie Van Halen para que compusiera el solo de guitarra de la canción Beat It, de su LP Thriller, el cual fue un éxito a nivel mundial. Eddie multiplicó su número de fanes en todo el mundo, al exponer su contundente sonido de guitarra en un álbum básicamente de estilo pop-soul (hay que aclarar que Eddie únicamente grabaría el solo de estudio; la base rítmica de la canción fue obra de Steve Lukather, guitarrista de Toto).
La banda comenzó a filmar los primeros videos musicales para MTV, y la imagen magnética de Diamond Dave Roth fue naturalmente el foco de atracción, cosa que no agradaba del todo a los demás miembros del grupo. Después de otra gira exitosa, Van Halen se convirtió en el grupo mejor pagado en la historia por una sola presentación en el US Festival de 1983 (U$ 1.500.000 por hora y media de concierto).

### 1984y salida de Roth (1984-1985)

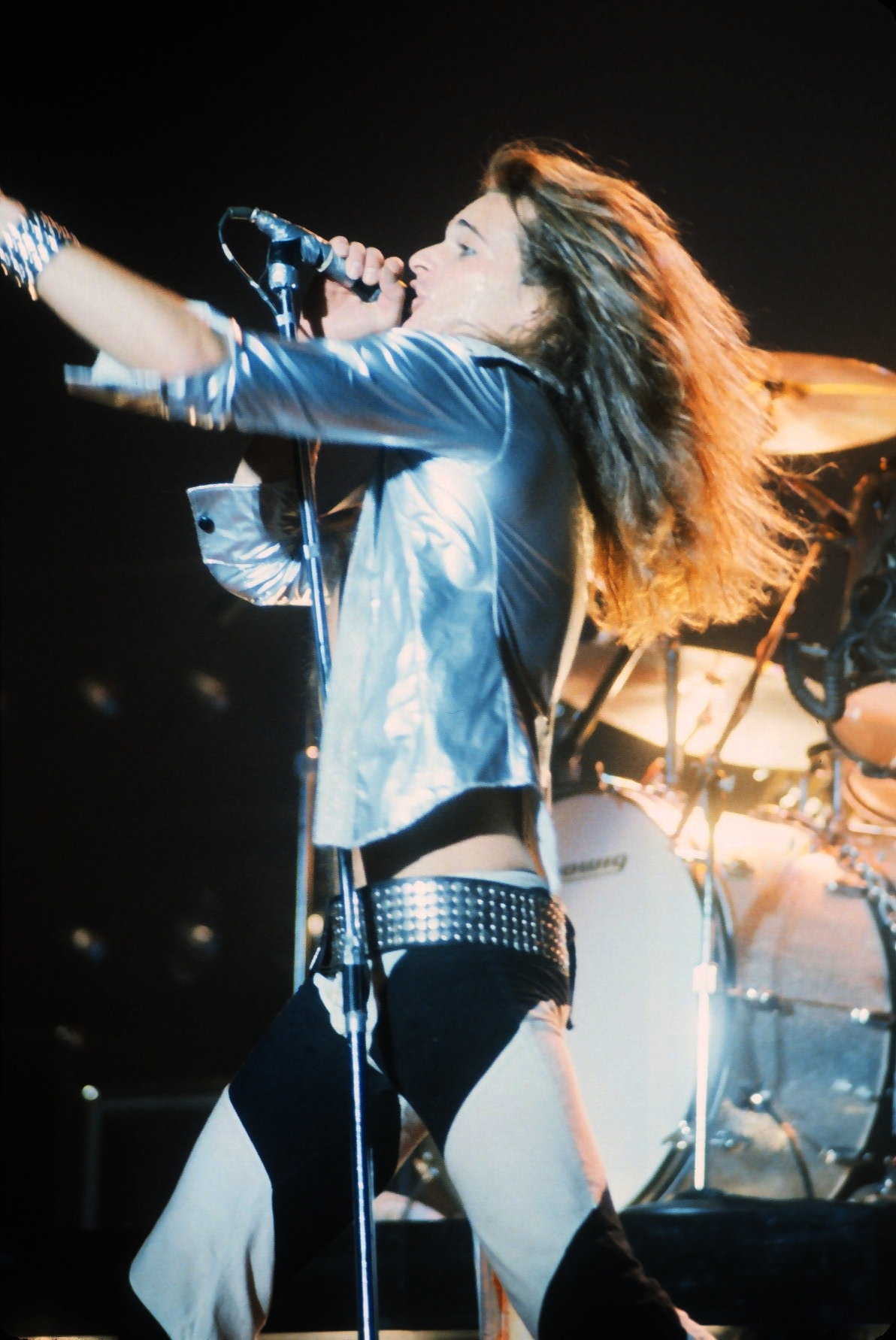
David Lee Roth en 1978

El siguiente álbum 1984, lanzado el 9 de enero de ese mismo año, se convirtió en el pináculo comercial y artístico de la banda, así como en el punto de ruptura para la alineación original. 1984 integraba teclados electrónicos al sonido de la banda (ya se habían utilizado anteriormente en otras grabaciones, como por ejemplo, en Dance the Night Away y And the Cradle Will Rock..., pero nunca tan prominentemente).
El primer sencillo, Jump (su videoclip fue estrenado en la Nochevieja de 1983 en la MTV), presentaba una tonada en sintetizador como gancho, una letra muy pegadiza y dos increíbles solos ejecutados por Eddie, uno de guitarra y otro de sintetizador, que lo convirtió en su primer éxito #1. 1984 fue aclamado por los críticos y los admiradores y llegó hasta el sitio #2 de las listas de Billboard, detrás del súper popular álbum Thriller de Michael Jackson (en el cual Eddie Van Halen participó como se cuenta anteriormente). Los videos musicales para Jump, Panama y Hot For Teacher fueron muy populares.
En medio de su gran gira y éxito comercial, la tensión personal y artística entre los músicos de la banda lo llevó a un punto de quiebre y David Lee Roth abandona al grupo en abril de 1985.
La era de David Lee Roth siguió siendo vista como la mejor considerada por la crítica y la más exitosa comercialmente para la banda, habiendo influenciado a casi todas las bandas que surgieron en los 80. Sus álbumes más vendidos son el álbum debut y el último álbum con David Lee Roth, 1984. Ambos han alcanzado, en los EE. UU., el nivel de discos de diamante, vendiendo cada uno más de 10 millones de copias. Adicionalmente, ambos álbumes han sido catalogados como grandes éxitos del hard rock, por sus innovaciones artísticas, que aunque han sido emuladas, permanecen únicas. Las canciones Runnin' with the Devil (contenida en el primer álbum) y Jump, del álbum 1984, están catalogadas como sus canciones más influyentes en el salón de la fama del Rock And Roll.
Para mediados de 1985, Van Halen se encontraba sin vocalista principal. Se rumoreaban varios nombres del siguiente cantante y los hermanos Van Halen confirmaron que alguna vez se pensó en invitar a varios artistas para que interpretaran las canciones de su siguiente disco.

### Llegada de Sammy Hagar y5150(1985-1986)
Pero en ese mismo año, mientras Eddie visitaba el taller para automóviles "Claudio's" debido al desperfecto de su Lamborghini Countach, comentó con el dueño que está en busca de un nuevo vocalista; a lo que Claudio menciona el nombre de Sammy Hagar, con el que acababa de hablar para avisarle de que su Lamborghini ya estaba listo. Eddie se pone en contacto con Hagar y arregla una visita al estudio de Eddie para hablar con toda la banda.
Después de una corta junta de negocios, Eddie comenzó a tocar una canción en la que estaba trabajando en esos momentos y Hagar comienza a cantar una letra inventada: esta canción más tarde se convertiría en el sencillo "Summer Nights", incluido en el siguiente álbum, que es lanzado en 1986 con el título 5150, del cual se desprendieron otros sencillos, como "Why Can't This Be Love?", "Dreams" y "Love Walks In" que seguían con la marcada ejecución de sintetizadores por parte de Eddie.

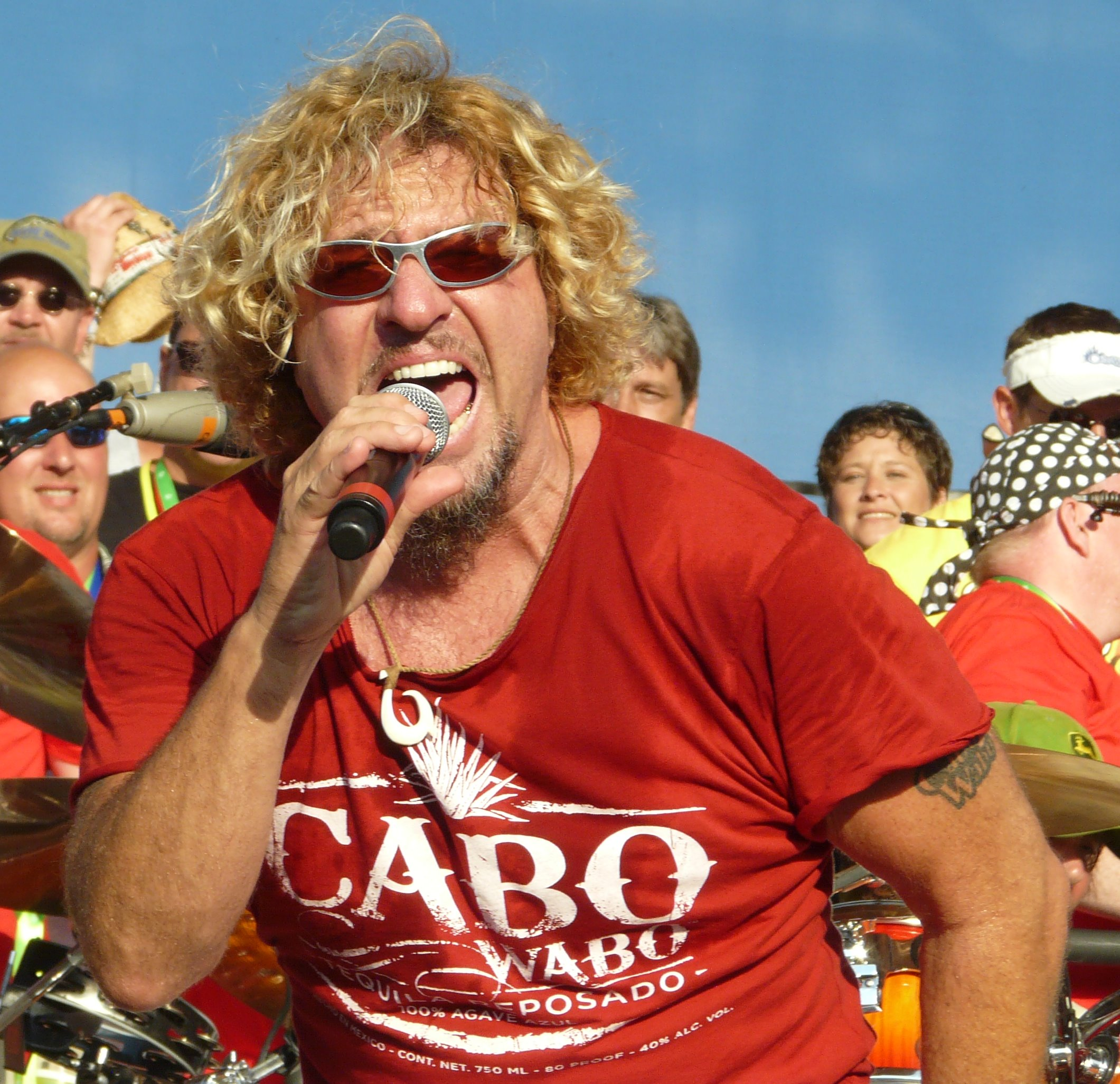
El vocalista Sammy Hagar

El nombre del álbum se debe a Eddie, quien soltó el que sería el nombre del disco mientras el cuarteto estaba discutiendo al respecto. Cuando los demás le preguntaron por qué ese nombre, él respondió que era el código de la policía de California para identificar a una persona que, en pocas palabras, sufre desequilibrios mentales y es un peligro tanto para su propia integridad como para la de los demás.
En el año 1987 produjeron el directo "Live Without a Net", exclusivamente en video.
El período de Van Halen con Sammy Hagar, a menudo llamado "Van Hagar", estaba caracterizado por la expansión del éxito comercial de la banda y la aceptación de una audiencia mayor, mientras que al mismo tiempo crecía un resentimiento en parte de sus fanes por la salida de Roth. La sensibilidad musical de Hagar permitió a Van Halen obtener acceso a una audiencia mayor, con letras más maduras, introspectivas y soñadoras. Esto, acompañado por una instrumentación ampliada de Eddie, demostró elementos más firmes y temáticos y una mezcla avanzada de texturas musicales en cada canción.
El resultado fue un sonido más maduro e integrado, muy diferente al pesado y cargado sonido roquero de los trabajos anteriores del grupo. Los seguidores de "hueso colorado" de la alineación clásica calificaban el nuevo estilo como muy suave y flojo, comparado con la actitud más roquera de la época de Roth, que alguna vez este mismo describió como una mezcla de religión y hockey.

### OU812,For Unlawful Carnal KnowledgeyBalance(1986-1996)
En 1988 y con el lanzamiento del álbum OU812, Van Halen salió de gira encabezando el festival "Monsters of Rock", en el cual compartían el escenario con las bandas Kingdom Come, Picture, De Staat, Queensrÿche Metallica, Dokken y Scorpions; teniendo una muy buena respuesta de los seguidores y del público que llenaban los estadios en que se presentaban.
Durante la estancia de Hagar la banda estableció una fórmula musical que fue un éxito comercial en los Estados Unidos. Los cuatro álbumes de estudio producidos durante este período alcanzaron el puesto número 1 de las listas Billboard; fue también en esta época en que 17 temas alcanzaron los primeros 12 lugares en las listas de rock. Adicionalmente, Van Halen fue nominado para dos premios Grammy, ganándolo en 1991 por el Mejor Acto de Hard Rock con Vocales por el álbum "For Unlawful Carnal Knowledge" producido por Ted Templeman (quien produjera los primeros seis discos con David Lee Roth). Van Halen continuó disfrutando de un éxito popular durante los 1990's, mientras que muchas bandas contemporáneas se apartaban del gusto de la gente.
La segunda encarnación de Van Halen también vio crecer el uso de la marca Van Halen, expandiéndose a otros medios con películas de alto presupuesto, grabaciones de conciertos en vivo y hasta su propia cantina en Cabo San Lucas, México. Si bien el estilo innovador de David Lee Roth convirtió a Van Halen en líder de todas las bandas de hard rock de ese momento, el estilo más conservador y de hombre trabajador hizo de Van Halen una franquicia y un ícono del rock.
En 1993 se lanza un disco en vivo por primera vez en la historia del grupo, titulado "Right Here, Right Now", mostrando la energía que el grupo exhibía en el escenario. Posteriormente, en 1995 fue lanzado el último álbum de esta alineación, titulado "Balance", reflejando un momento en el que Eddie busca un equilibrio en su vida intentando desintoxicarse de sustancias nocivas.
Durante la grabación de su contribución para la banda sonora de la película Twister la tensión entre Hagar y los hermanos Van Halen llegó al máximo, haciendo que Hagar abandonase el grupo en 1996. Este último sencillo con Hagar se llamó "Humans Being", del que Eddie comentaría que tuvo que escribir él la letra porque las de Sammy Hagar eran muy cursis, ofendiendo a Sammy, quien tampoco parecía interesado en trabajar en una banda sonora. Se fue a Hawái para el parto de su hijo, que resultó muy complicado porque venía del revés y hubo que hacer cesárea. Mientras tanto, Eddie y Alex Van Halen grabaron la otra cara del álbum, "Respect the Wind" que, no contando con Hagar, quedó como un tema instrumental.
La banda también trabajaba en un recopilatorio que llevó a conflictos entre Hagar y Ray Danniels que sustituía a Ed Leffler como mánager y era cuñado de Alex Van Halen, aunque había sido Leffler quien había renovado el contrato con Warner Bros. Records y añadido la opción de hacer el recopilatorio años antes. A Hagar le importaban las posibles comparaciones al reunir su trabajo con el de Roth en un mismo álbum tan temprano y rehusaba hacer otro recopilatorio antes de sacar un nuevo álbum, pero Eddie y Alex estaban de lado del mánager. Hagar declaró que había sido despedido y Eddie en cambio afirmó que Hagar había renunciado.

### Llegada de Gary Cherone yVan Halen III(1996-1999)
Antes de que Sammy abandonara la banda Van Halen ya trabajaba en un álbum de éxitos. David Lee Roth contacta a Eddie para discutir qué canciones debían ser incluidas, y Eddie pide a David que colabore con la banda en algunas canciones nuevas para ser incluidas en dicho álbum. El resultado fueron dos canciones: "Can't Get This Stuff No More" y "Me Wise Magic".
El álbum "Best of Van Halen, Vol. I" llegó al #1 de las listas al igual que el sencillo "Me Wise Magic".
El 4 de septiembre de 1996 Van Halen, con David Lee Roth, hizo una aparición en la entrega de premios MTV, siendo esta su primera aparición en público en 11 años y recibiendo una gran ovación del público asistente; desafortunadamente esta también sería la última aparición del Van Halen clásico. Mucha gente pensó que David Lee Roth regresaba con la banda, pero instantes después en una entrevista tras bambalinas Eddie negaba que tuvieran alguna gira o álbum planeado con Roth; y días más tarde en un comunicado David informaba que no estaba de regreso con Van Halen, aun cuando él sentía que así se lo hizo creer Eddie Van Halen. Esto creó mucha controversia entre los fanes y Van Halen, una vez más, no contaba con vocalista principal.
Ray Danniels, quien ahora manejaba a la banda, también manejaba a la banda de Boston "Extreme" y sugirió a Gary Cherone como el nuevo vocalista para Van Halen. Gary se reunió con Van Halen y tocaron algunas canciones del Van Halen clásico; Cherone fue admitido inmediatamente. El resultado de esta nueva agrupación fue el álbum "Van Halen III" que fue lanzado el 17 de marzo de 1998 llegando hasta el lugar # 4 de las listas de éxitos, y el sencillo "Without You" debutó como #1 en las listas de Billboard.
Esta agrupación no duraría mucho: los fanes y el público no respondieron muy bien hacia el nuevo álbum, que ha vendido hasta la fecha alrededor de 500.000 copias, siendo este el único álbum de Van Halen que no ha llegado al estatus de disco de platino. Además la gira promocional de dicho álbum no tuvo el éxito que se había tenido con anterioridad, aun cuando Gary mostraba una gran energía en cada presentación e interpretaba canciones de todas las eras por las que la banda había pasado (Sammy Hagar se negaba a cantar muchas de las canciones de David Lee Roth).
Nunca se ha explicado el motivo real de la separación de Cherone de la agrupación en 1999; muchos especulan que los ejecutivos de Warner Brothers persuadieron a los hermanos Van Halen para terminar con Cherone por las bajas ventas del disco Van Halen III. La separación fue amistosa y pacífica, a diferencia de las separaciones anteriores.

### Cinco años de silencio y reunión con Sammy Hagar (1999-2007)

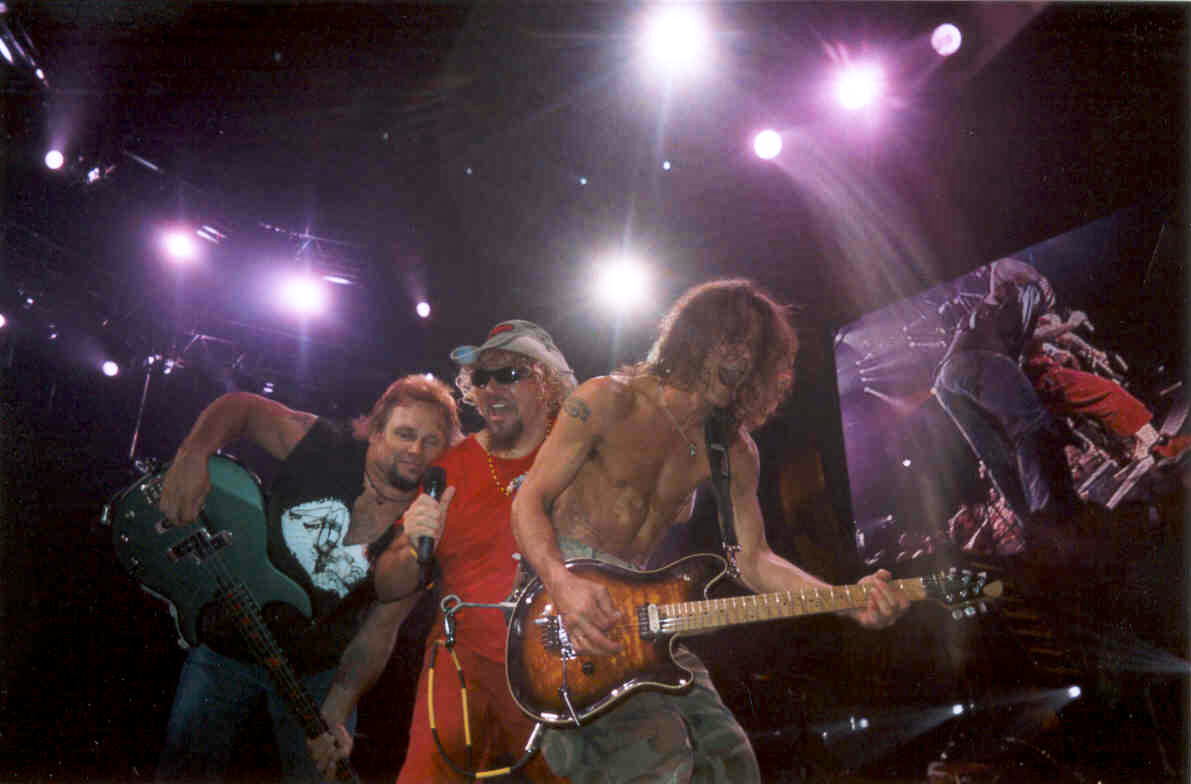
Van Halen y Sammy Hagar

Con la decepcionante actuación del álbum "Van Halen III", y la salida de Gary Cherone, parecía que Van Halen se encaminaba a los libros de historia. Entre 1999 y 2004 la banda no lanzó ningún álbum y no había información oficial sobre el futuro de Van Halen. Noticias y rumores sobre los miembros pasados y actuales surgían de vez en cuando, siendo estas las más sobresalientes:
En 2001 Eddie Van Halen se sometió a una operación de cadera. En 2002 Warner Brothers terminaba su contrato con Van Halen, después de haber lanzado todos sus álbumes desde 1978. En 2002 Eddie Van Halen recibe tratamiento contra cáncer de garganta
Se anuncia la separación del matrimonio de Eddie Van Halen con la actriz Valerie Bertinelli, después de 21 años de matrimonio
En 2004 David Lee Roth entabla una demanda en contra de Van Halen, sus representantes y la compañía de discos por no ser partícipe de las renegociaciones de regalías en 1996. Eddie y Alex continúan trabajando componiendo canciones para nuevos álbumes.
Michael Anthony tenía varios proyectos de mercadotecnia de productos y estaba involucrado con el show anual de la industria de la música Namm; se presentaba como invitado en algunos conciertos de Sammy Hagar y sacaba al mercado una línea de salsas para coctel.
Desde 1996 David Lee Roth continuaba lanzando álbumes, saliendo en giras, se presentaba como comentarista de radio, además de participar con los Boston Pops el 4 de julio de 2004. En 2005 recibió la certificación como paramédico y en 2006 reemplazó a Howard Stern en la radio matinal de la costa este de los EE. UU., estando únicamente 4 meses al aire.
Gary Cherone iniciaba una limitada carrera como solista y desmiente rumores de volver con Van Halen.
En 2002 David Lee Roth y Sammy Hagar salieron de gira juntos, siendo un éxito con llenos totales en cada presentación. Durante esta gira Michael Anthony se uníó en algunos conciertos con Sammy Hagar para tocar algunas canciones, pero nunca se unió en la parte de las presentaciones de David Lee Roth.
Sammy Hagar fue el más activo con varios lanzamientos y giras, además de sacar al mercado el tequila "Cabo Wabo" y tener la franquicia de cantinas en Cabo San Lucas, México y en Lake Tahoe, Nevada.
En marzo de 2004 Van Halen anunció el lanzamiento de un nuevo álbum de éxitos y una gira solamente dentro de los Estados Unidos con Sammy Hagar; Warner Brothers lanza el álbum "Best of Both Worlds" conteniendo tres nuevos temas con Hagar "It's About Time", "Up For Breakfast" y "Learning To See". Este álbum de éxitos incluye únicamente temas de las épocas de David Lee Roth y Sammy Hagar, excluyendo totalmente la época con Gary Cherone. El público reaccionó bien a esta nueva gira.
Pero una vez más los fanes y el público no saben sobre el futuro de Van Halen. Desde el término de la gira, en noviembre de 2004, la banda vuelve a sumirse en un silencio total. Muchos fanes mantuvieron la esperanza de que David Lee Roth regresara a la banda para una última gira de despedida.

### Regreso de David Lee Roth,A Different Kind of Truthy el fallecimiento de Eddie (2007-2020)

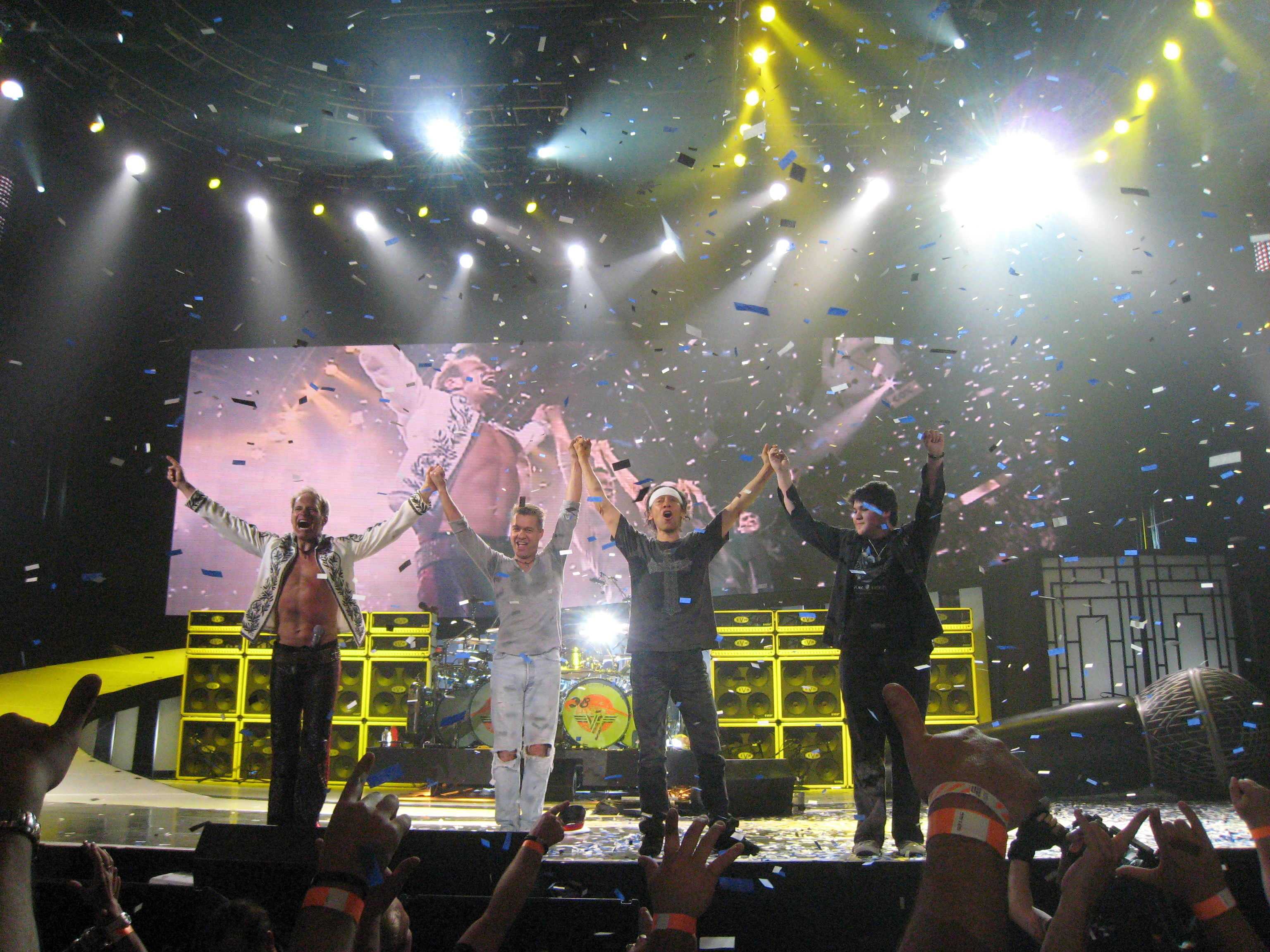
Van Halen (2008)

El 13 de agosto de 2007 Van Halen anunció en una rueda de prensa su nueva gira por Estados Unidos, México y Canadá con David Lee Roth como vocalista y Wolfgang Van Halen en el bajo.
En la rueda de prensa se mencionó que piensan dar conciertos alrededor del mundo y que habrá una nueva producción discográfica muy pronto; según fuertes rumores el nuevo álbum será en vivo, por lo que la banda mira con buenas perspectivas el futuro para goce y disfrute de los fanes.
A finales del verano Van Halen se embarcó en una gira de conciertos por Canadá, México y Estados Unidos con la participación de su original vocalista David Lee Roth; en la guitarra Eddie Van Halen, en la batería Alex Van Halen, en la guitarra rítmica Percy Hornickel y en el bajo el hijo de Eddie, Wolfgang, quien se ha unido a la banda con solo 17 años de edad. La gira inició el 27 de septiembre en Charlotte, Carolina Del Norte y se prevé que sean 26 fechas de conciertos por Norteamérica.
Después de este exitoso tour y debido a la gran respuesta del público Van Halen anunció en su página web que alargaría la gira reanudándola en enero y acabándola el 7 de abril de 2008 en Milwaukee; de momento solo por Estados Unidos y con casi 30 nuevos conciertos.
En 2009 se publicó Guitar Hero: Van Halen, un videojuego que contiene sus más grandes éxitos y canciones de bandas que inspiraron y que se han inspirado en la banda.

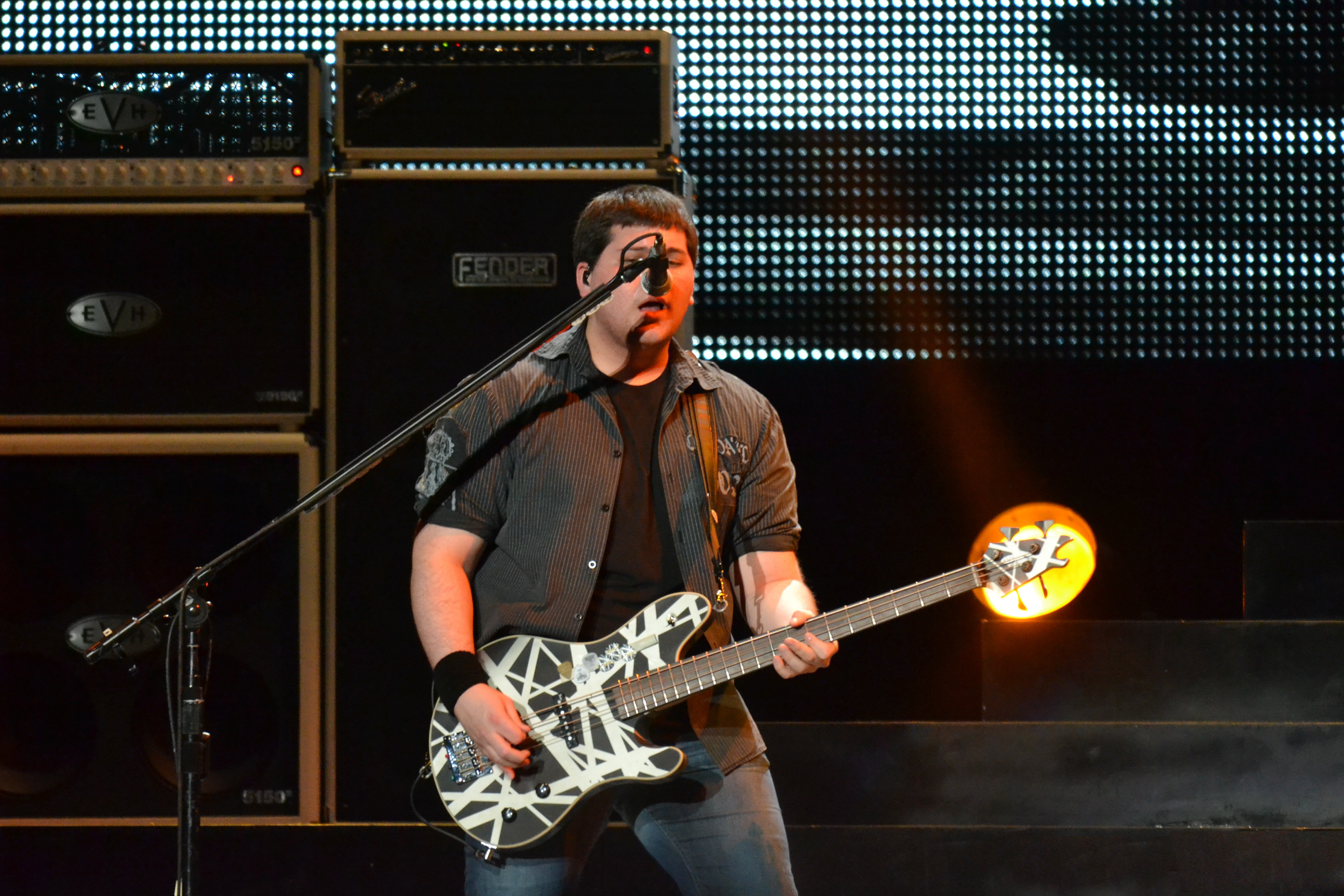
El bajista Wolfgang Van Halen

A principios de octubre de 2010 la revista Rolling Stone publicó que la banda estaría de nuevo de gira en 2011; sin embargo no se indicó si con nuevo material o no. Finalmente tal gira no tuvo lugar, aunque sí se grabó un nuevo álbum de estudio.
El 26 de diciembre de 2011 Van Halen puso en su web 3 cortos con imágenes de la grabación del nuevo vídeo pero con el audio de tres temas del álbum 1984, anunciando además que las entradas para los conciertos comenzarían a venderse el 10 de enero. Además, a través de su lista de correo envió un mensaje de correo electrónico con una sola imagen y una frase: "The future...", en la imagen se ve el frontal de una vieja locomotora así como el logotipo del grupo y una fecha: 2.7.12.
A comienzos de enero David Lee Roth anunció que el título del nuevo álbum de estudio sería A Different Kind of Truth, cuya salida quedó fijada para el 7 de febrero de 2012. El álbum debutó en el puesto #2 de Billboard y a la semana de su salida, llevaba 180.000 copias vendidas.
En mayo de 2012, Van Halen anuncia la cancelación de 30 conciertos pactados porque se sentían exhaustos. "Mordimos más de lo que nos entraba en la boca" expresó Eddie Van Halen en una entrevista al referirse a la frustrada gira. Sin embargo, los rumores indican que habría tensiones entre Eddie y David nuevamente.
En 2012 la gira por Japón de Van Halen se cancela debido a que Eddie Van Halen se sometió a una cirugía de emergencia por un grave ataque de diverticulitis. Y la recuperación se espera para 6 meses, por lo tanto la gira en Japón se posterga a 2013 según van-halen.com.
En febrero de 2014 David Lee Roth anunció en una entrevista radial que Van Halen preparaba nuevo material de estudio a lanzarse aproximadamente en 2015 junto a una nueva gira mundial. En 2015 salió al mercado el álbum en vivo titulado Tokyo Dome Live in Concert, recogiendo una presentación en directo de la gira soporte de A Different Kind of Truth.
El 26 de septiembre de 2020 falleció uno de sus miembros fundadores Mark Stone tras no superar el cáncer de páncreas que padecía. Diez días después, el 6 de octubre de 2020 a los 65 años falleció Eddie Van Halen, otro de los miembros fundadores de la banda, de un cáncer de garganta.
Wolfgang Van Halen descartó, vía Twitter, que la banda siguiera sin su padre, debido a rumores de reunión con Sammy Hagar y Michael Anthony.

### Secuelas (2024- presente)
En octubre y noviembre de 2024, Alex Van Halen anunció que había estado revisando el catálogo de canciones inéditas de la banda y que tenía la intención de publicar ese material como homenaje a su difunto hermano. Declaró: «Hay muchas variables diferentes en una banda como la nuestra. No entramos en el estudio y planeamos: «Vamos a grabar un disco», aunque lo hemos hecho hasta cierto punto. Pero para nosotros no es un proceso mecánico. Entramos, tocamos y vemos qué pasa, lo escuchamos, invitamos a un par de personas y luego vemos qué pasa con eso. ...Pero ahora que Ed ya no está, nada de eso tiene sentido, porque lo único que tenemos Wolf y yo son todas las grabaciones que hay en la caja fuerte. Y ahí se quedarán hasta que decidamos cómo, por qué y qué hacer con ellas. Y, de nuevo, hay que recordar que tiene que estar al nivel al que Ed y yo solíamos tocar». El músico explicó que hay material suficiente para tres o cuatro álbumes completos.
Alex detalló que, además de la necesidad de colaborar con otros músicos para completar esta variedad de canciones, ha estudiado el posible uso de la inteligencia artificial para duplicar el estilo guitarrístico de su hermano, Eddie Van Halen. Además, expresó su interés en contratar a Robert Plant como vocalista para los futuros álbumes. También anunció sus planes de desarrollar una película biográfica sobre la formación de la banda.

## Miembros

### Última formación
- Eddie Van Halen: guitarra, teclado, coros (1972-2020, fallecido en 2020)
- Alex Van Halen: batería, percusiones (1972-2020)
- David Lee Roth: voz, pianista, guitarra acústica (1973-1985, 1996, 2007-2020)
- Wolfgang Van Halen: bajo eléctrico, coros (2007-2020)

### Miembros anteriores
- Michael Anthony: bajo, coros (1974-2006)
- Sammy Hagar: voz, guitarra (1985-1996, 2003-2005)
- Mark Stone: bajo, coros (1972-1974, fallecido en 2020)
- Gary Cherone: voz (1996-1999)

## Discografía

### Álbumes de estudio
- Van Halen (1978)
- Van Halen II (1979)
- Women and Children First (1980)
- Fair Warning (1981)
- Diver Down (1982)
- 1984 (1984)
- 5150 (1986)
- OU812 (1988)
- For Unlawful Carnal Knowledge (1991)
- Balance (1995)
- Van Halen III (1998)
- A Different Kind of Truth (2012)